# بحث (فلم)
بحث (بالإنجليزية: Searching) هو فيلم إثارة أمريكي من إخراج آنيش شاجانتي ومن كتابة شاجانتي وسيف اوهانيان، تم اعداد الفيلم بالكامل على الهواتف الذكية وشاشات الحاسوب.وصفت وسائل الأعلام الفيلم بأنه أول فيلم إثارة أمريكي يقوم ببطولاته ممثل أسيوي أمريكي.
عرض الفيلم لأول مرة في مهرجان صاندانس السينمائي في 21 يناير 2018،وتم عرضه على شاشات السينما يوم 24 أغسطس 2018 ،حقق الفيلم 61 مليون دولار في جميع أنحاء العالم وتلقى مراجعات إيجابية من النقاد، الذين أشادوا بالتمثيل والسيناريو والتنفيذ المرئي.

## ملخص الفيلم
لدى دافيد كيم ابنة في السادسة عشر من عمرها، وبعد اختفائها في ظروف غامضة، ويُجرى تحقيق رسمي حول هذا الاختفاء دون أية نتائج، ومن فرط يأس الأب، يقرر الولوج إلى الحاسب المحمول الخاص بابنته بحثًا عن أية أدلة قد تقوده إليها.

## طاقم العمل
- جون تشو بدور ديفيد كيم زوج باميلا نام ووالد مارجروت
- ميشيل لا بدور دور مارجروت ابنة ديفيد وباميلا
- ديبرا ميسينغ بدور المحقق روزماري فيك
- سارة سون بدور باميلا نام كيم زوجة ديفيد ووالدة مارجروت
- جوزيف لي بدور بيتر كيم شقيق ديفيد
- ستيفن مايكل إيتش بدور روبرت فيك، نجل المخبر فيك
- ريد سارابيا بدور راندي كارتوف

## عرض الفيلم
عرض الفيلم لأول مرة في مهرجان صاندانس السينمائي في 21 يناير 2018، بعد فترة وجيزة حصلت شركة سوني على حقوق توزيع الفيلم مقابل 5 ملايين دولار. كان من المقرر عرض الفيلم يوم 3 أغسطس 2018 لكن تقرر تأجيله ليعرض يوم 24 أغسطس 2018.

## الاستقبال

### شباك التذاكر
جنى الفيلم 24.8 مليون دولار في الولايات المتحدة وكندا و36.4 في المناطق الأخرى ليصبح مجموع ما جمعه في جميع أنحاء العالم 61.2 مليون دولار .

### التقييم النقدي
حصل الفيلم على نسبة إقبالٍ هي 93 بالمئة من النقاد بناءً على 172 مراجعة على موقع الطماطم الفاسدة بمتوسط 7.4/10.

## روابط خارجية
- مقالات تستعمل روابط فنية بلا صلة مع ويكي بيانات